# Naval Vessel Rules
Die Naval Vessel Rules (NVR) ist eine Sammlung des American Bureau of Shipping (ABS) von Regeln zum Bau und Betrieb von Schiffen und anderen maritimen Objekten wie z. B. Bohrplattformen. In den NVR werden Regeln zu Bau und Auslegung für diverse Bereiche festgelegt:
- Stabilität
- Struktur
- Antriebssystem
- Elektrisches System
- Kontroll-, Navigations- und Kommunikationssysteme
- Hilfssysteme
- Unterkunft und Ausstattung
- Materialien

Die 1870 erstmals veröffentlichten NVR gelten als technischer Grundstandard im Zertifizierungsprozess von ABS.